# دخترم و من
دخترم و من (انگلیسی: My Girl and I; کره‌ای: 파랑 주의보) یک فیلم محصول کره جنوبی سال ۲۰۰۵ به کارگردانی جون یون سو است. این فیلم بازخلق فیلم ژاپنی Crying Out Love, In the Center of the World است. در این فیلم چا ته-هیون و سونگ هه-کیو ایفای نقش کردند.

## بازیگران
- سونگ هه-کیو در نقش به سو اون
- چا ته-هیون در نقش کیم سو هو
- کیم هه سوک در نقش مدر سو هو
- لی سون جه در نقش کیم مان گوم، پدربزرگ سو هو
- سونگ چانگ-ای در نقش پارک جونگ گو، دوست سو هو